# Damiano di Pavia
Damiano di Pavia (VII secolo – Pavia, 12 aprile 710-711) è stato un vescovo italiano.
È considerato santo dalla Chiesa cattolica che lo ricorda il 12 aprile.

## Biografia
Le notizie storiche intorno a san Damiano, diciottesimo vescovo di Pavia, non sono molte, ma ben documentate: di lui infatti parla Paolo Diacono, autore della “Historia Langobardorum”, come di persona di grande santità e carità e di profonda dottrina; numerosi storici locali dei secoli passati hanno tramandato molte notizie intorno alla sua vita. 
Nel 679, mentre ancora era prete della chiesa di Milano, collaborò con il vescovo Mansueto nella stesura di una lettera indirizzata all'imperatore bizantino Costantino Pogonato, in cui veniva discussa l'eresia detta “monotelismo” (una delle varianti dell'arianesimo, dottrina eterodossa secondo la quale in Gesù Cristo era presente solo la natura umana e non anche quella divina). Questa lettera venne letta nel concilio di Costantinopoli del 680-681 e contribuì all'affermazione della retta dottrina. 
Offrendosi per compiere molte ambascerie, riuscì a comporre le discordie tra Bizantini e Longobardi, in modo che alla città e al territorio di Pavia venisse risparmiato l'orrore della guerra.
Fece costruire una nuova residenza per il vescovo, e delle terme (ovvero dei bagni pubblici, allora molto in uso) per tutti i cittadini.
Durante il suo ministero, scoppiò una terribile pestilenza: per debellarla, essendo risultati inutili i rimedi umani, esortò tutti ad una profonda conversione dei costumi e alla preghiera, e fece portare da Roma la reliquia del braccio di san Sebastiano martire, che onorò con una solenne processione per le vie della città. Secondo una leggenda, quella notte stessa furono visti due angeli: quello della vita, con una spada fiammeggiante, sulla via principale della città (Strada Nuova) scacciava l'angelo della morte. A ricordo di questa visione, ancor oggi un angelo è effigiato sulla facciata di una casa all'incrocio tra Strada Nuova e via Volturno-via Gatti.
Nelle controversie politiche e religiose del suo tempo, san Damiano cercò sempre di preservare il bene della Chiesa e dei suoi fedeli, dialogando instancabilmente con tutti. Quando nel 688 Alachis usurpò la corona dei re Longobardi, per amore di pace si prestò a rendergli omaggio nonostante le umiliazioni subite. Una volta tornato il re legittimo, Cuniperto, Damiano poté dedicarsi alla composizione dello scisma detto “dei Tre Capitoli”, sorto tra il papa e il vescovo di Aquileia, che stava creando molti problemi nelle diocesi dell'Italia settentrionale.
Morì il 12 aprile 710 o 711.

## Culto
Il suo corpo fu sepolto nella chiesa di San Nazario (non più esistente) e in seguito traslato nella Cattedrale, sotto l'altare della Cappella dell'Immacolata.
Considerato santo dalla Chiesa cattolica che lo ricorda il 12 aprile. 
Dal Martirologio Romano: A Pavia, san Damiano, vescovo, la cui lettera sulla retta fede circa la volontà e l'agire in Cristo fu letta nel Concilio Costantinopolitano III.